# Helius (Helius) tantalus
Helius (Helius) tantalus is een tweevleugelige uit de familie steltmuggen (Limoniidae). De soort komt voor in het Oriëntaals gebied.